# 容積熱容
容積熱容是指物體在溫度改變而沒有相變之下的儲熱能力。與比熱不同之處是它視乎物體的容積，而比熱則視乎物體的質量。根據物體的比熱，我們可以利用物體的密度得出容積熱容。　